# Az alkonyat harcosa
Az alkonyat harcosa (eredeti cím: Taszogare Szeibei (たそがれ清兵衛; Hepburn: Tasogare Seibei)) 2002-ben bemutatott japán történelmi dráma. A történet a szamurájok korának leáldozásakor játszódik. Ez a rendező Szamuráj-trilógiájának első része a Rejtett penge és a Szerelem és becsület előtt.

## Cselekménye
|  | Alább a cselekmény részletei következnek! |

A 19. század végi Japánban Igucsi Szeibei (Szanada Hirojuki) alacsony rangú, megözvegyült szamuráj, aki már régóta nem harcol a fegyverével. Annyira szegény körülmények között élnek, hogy szamurájkardját felesége halálakor el kellett adnia, hogy ki tudja fizetni a temetést. Ennek ellenére lányait iskolába járatja, ahol filozófiát tanulnak.
Szeibei élelmiszerraktárban dolgozik, az ott kapott szerény fizetéséből tartja el két kislányát és szenilis édesanyját (aki nem ismeri meg a fiát). Hiába hívják a többiek munka után szakét inni, naplementekor mindig hazaindul családjához, így a háta mögött ráragad a gúnyos “Szürkület Szeibei” becenév.
Gyerekkori barátja és titkos szerelme, Tomoe (Mijazava Rie) erőszakos férjétől menekülve visszatér a bátyjához. Ő kérvényezi a házasság felbontását, amit a fiatalasszony meg is kap, férje azonban erről nem hajlandó tudomást venni. Amikor a volt férj egyik este a báty házánál részegen erőszakoskodni kezd, majd megüti a hazatérő volt feleségét, Szeibei megvédi az asszonyt. A volt férj párbajra hívja a lány bátyját.
Szeibei áthágja a szamurájszabályokat, és a lány bátyja helyett szembeszáll a durva Kódával (Ószugi Ren), de csak egy fakardot használ a legyőzéséhez, mert a halálos párbaj tilos. A tartományi kormányzó felfigyel kitűnő vívótudására, és amikor hatalmi harc tör ki, rábíz egy fontos feladatot: öljön meg egy kardforgatásáról híres szamurájt, a testőrök parancsnokát, aki visszautasította, hogy rituális öngyilkosságot, szeppukut kövessen el.
Mivel Szeibeinek nincs más választása, mint elvállalni a feladatot, egy hónapnyi felkészülési időt kér, mondván, hogy hiányzik belőle a harchoz szükséges vérszomj. Felettese ezt megtagadja és megtorlással fenyegeti, így kénytelen az éjszakát rövid kardja élezésével tölteni.
Másnap ruházata és haja rendberakásához Tomoe segítségét kéri, amit az asszony örömmel elvállal. Szeibei ekkor bevallja neki, hogy gyermekkora óta szereti és szeretné feleségül venni, az asszony azonban kétségbeesetten közli vele, hogy két napja valaki másnak ígérte a kezét (amit korábban Szeibei visszautasított).
Szeibei elindul elvégezni véres feladatát, ahol a ház előtt az udvaron az előző „ítéletvégrehajtó” véres holttestét legyek döngik körül. A házban békésen elbeszélgetnek az elítélttel (aki egy butykosból pálinkát iszogat és ittas állapotban van), akiről kiderül, hogy felesége és lánya is tüdővészben haltak meg, amiben Szeibei felesége is. Szeibei felajánlja neki a menekülés lehetőségét, amire hajlik is, azonban amikor megtudja, hogy Szeibeinél a szamurájkardja helyett egy bambuszból készült másolat van a kardhüvelyben, és egy rövid karddal akarta őt megölni, éktelen haragra gerjed ekkora sértéstől és rátámad. Többször megsebzi Szeibeit, azonban ő halálos sebet ejt rajta.
Szeibei a vérveszteségtől legyengülve hazavánszorog, ahol meglepetésére Tomoe várja a lányaival együtt. Tomoe és Szeibei összeházasodnak, azonban a családi boldogság csak három évig tart, mert a Meidzsi-restauráció következtében kitört Bosin-háborúban (1868-1869) Szeibei meghal a kormányerőkkel szembeni harcban.
A történetet Szeibei kisebbik lánya a felnőtt hangján meséli el, aki a történet végén meglátogatja szülei közös sírját, ami Tokió és a Fudzsi közelében van egy domboldalon.
|  | Itt a vége a cselekmény részletezésének! |

## Szereplők
| Szerep                  | Színész           | Szinkronhang          |
| ----------------------- | ----------------- | --------------------- |
| Szürkületi Seibei       | Hiroyuki Sanada   | Széles László         |
| Tomoe Iinuma            | Rie Miyazawa      | Bognár Anna           |
| Choubei Kusaka          | Nenji Kobayashi   | Harsányi Gábor        |
| Toyotarou Kouda         | Ren Ohsugi        | Végh Péter            |
| Michinojo Iinuma        | Mitsuru Fukikoshi | Kolovratnik Krisztián |
| Michinojo felesége      | Kanako Fukaura    | Igó Éva               |
| Naota                   | Hiroshi Kanbe     | Szokol Péter          |
| Szürkületi Seibei anyja | Reiko Kusamura    | Szabó Éva             |

## Díjak, jelölések
- 2002, Hochi Film Award
- 2002, Nikkan Sports Film Award
- 2003, Berlini Nemzetközi Filmfesztivál: Arany Medve-díj jelölés – Jamada Jódzsi
- 2003, a Japán Filmakadémia Díjátadója: Filmdíj 13 kategóriában, továbbá 2 jelölés
- 2003, Blue Ribbon Awards
- 2003, Hawaii International Film Festival
- 2003, Kinema Junpo Award
- 2003, Mainichi Film Concours
- 2004, Udine Far East Film Festival
- 2004, Hongkongi Filmdíjátadó: Hong Kong Filmdíj a legjobb ázsiai film kategóriájában
- 2004, jelölés: Oscar-díj a legjobb idegen nyelvű filmnek

A filmet minden idők 100 legjobb filmje között tartják számon.

## Fogadtatás
Az alkonyat harcosa a filmkritikusok véleményét összegző Rotten Tomatoes 99%-ra értékelte 68 vélemény alapján. A hasonló gyűjtőoldal, a Metacritic 82/100 pontot adott rá.
Stephen Hunter, a The Washington Post kritikusa szerint: „Csendes folyású, de briliáns film.”
Roger Ebert, a The Chicago Sun-Times filmkritikusa 4 csillagot adott rá a lehetséges 4-ből. „Szeibei története, amit Jamada Jódzsi rendező visszafogott hangon és színekkel elmesél, gyönyörűen megjeleníti a középkori falu életét, amiben tovább élnek a szokások, az építészet, és a régi értékek, még akkor is, amikor a gazdaság elavulttá teszi ezt az életmódot.”